# Alcybiades Diamandi
Alcybiades Diamandi (t. Diamanti, Diamandis, Diamantis) (ur. 13 sierpnia 1893 w Samarina, zm. 9 lipca 1948 w Bukareszcie) – arumuński polityk z czasów II wojny światowej.
Alcybiades Diamandi pochodził z rodziny zamożnych arumuńskich kupców. Ukończył rumuńską szkołę powszechną w Samarina i grecką szkołę średnią w Salonikach. W 1912 wyjechał do Rumunii, gdzie ukończył Akademię Handlową (Academia Comercială) w Bukareszcie. W 1916 ochotniczo zaciągnął się do rumuńskiej armii, gdzie służył jako oficer.
Nie jest jasne, czy po zwolnieniu z armii rumuńskiej, czy też na jej rozkaz znalazł się w Albanii, gdzie w 1918 stał się jednym z założycieli efemerycznej Republiki Korczy (mającej być pierwszym autonomicznym państwem Wołochów z Epiru). Podczas pobytu w Albanii Diamandi zaprzyjaźnił się z bliskim mu ideowo wybitnym albańskim politykiem biskupem Fanem Noli. Po wycofaniu się wojsk włoskich z południowego Bałkanu Diamandi przez Sarandę dotarł do Rzymu, gdzie zaangażował się w ruch faszystowski.
W latach dwudziestych XX wieku Diamandi uzyskał paszport rumuński i wyjechał do Grecji. Prawdopodobnie w 1927 został amnestionowany po skazaniu za opór wobec greckich władz. Następnie zamieszkał w Atenach, trudniąc się importem drewna z Rumunii do Grecji. Podczas bójki w portowym barze w Pireusie Diamandi został zraniony butelką, po czym pozostała mu na całe życie charakterystyczna blizna. Częste wyjazdy na włoską wówczas wyspę Rodos zwróciły na niego uwagę greckiego kontrwywiadu, który ustalił, że Diamandi jako rumuński agent działał na rzecz wywołania powstania Wołochów przeciwko Grecji. Podczas rządów generała Metaxasa Diamandiemu nakazano opuszczenie Grecji, ale nakaz nie został wyegzekwowany i Diamandi kontynuował swą działalność.
Od początku wojny włosko-greckiej w 1940 Diamandi służył w wojsku włoskim jako oficer – tłumacz i adiutant Szefa Sztabu Generalnego włoskiej armii. W czasie porażek włoskich na przełomie 1940 i 1941 schronił się w Tiranie, na pogranicze albańsko-greckie wrócił wiosną 1941.
Na okupowanym przez Włochy terytorium północnej Grecji Diamandi po raz kolejny podjął próbę utworzenia autonomicznego państwa wołoskiego. Autonomiczne Państwo Pindosu (Αυτόνομον Κράτος της Πίνδου lub Autonomiczne Państwo Wołoskie – Αυτόνομον Βλαχικόν Κράτος) miało powstać z części greckiego Epiru, Tesalii i Macedonii. Ostatecznie Diamandi, przy pomocy adwokata z Larissy Mikołaja Matussiego i Bazylego Raputikasa ogłosił się księciem i powołał do życia Księstwo Pindosu. Nowo powstałe państwo miało być związkiem wołoskich gmin podobnym do Konfederacji Szwajcarskiej. W 1941 Diamandi w Grevenie, a potem w Metsovie utworzył Partię Wspólnoty Kucowołoskiej (Κόμμα Κοινότητας Κουτσοβλάχων), należącą do Związku Wspólnot Rumuńskich (Ένωσις Ρουμανικών Κοινοτήτων). W Trikali zebrał się wołoski parlament, który wydał serię zarządzeń ograniczających użycie języka greckiego (m.in. zastąpiono greckie nazwy miejscowości arumuńskimi i włoskimi). Księstwo nie miało jednak rzeczywistej władzy, którą niepodzielnie sprawowały Włochy. 1 marca 1942 Diamandi wydał manifest, pod którym podpisało się wielu arumuńskich inteligentów, także z Albanii i Bułgarii, i który wywołał również pozytywny odzew wśród Arumunów zamieszkałych w Rumunii. W 1942 Diamandi spotkał się w Bukareszcie z dyktatorem Ionem Antonescu i jego ministrem spraw zagranicznych Michałem Antonescu, z którymi negocjował przyszłość Księstwa Pindosu jako państwa podporządkowanego Rumunii albo Włochom, ale nie doszło do żadnych ustaleń.
W 1943 na terenie Księstwa nasiliła się wojna partyzancka, a potem nastał ogólny chaos. Diamandi opuścił Księstwo i wyjechał do Bukaresztu. Tam został aresztowany przez rumuńską policję 21 lutego 1948 i zmarł w prefekturze policji w Bukareszcie 9 lipca 1948.
Życiorys Alcybiadesa Diamandiego jest niejasny i zawiera wiele luk. Niemiecki historyk Thede Kahl twierdzi, że Diamandi był przez krótki czas rumuńskim konsulem we Vlorë. W źródłach greckich postać Diamandiego jest zwykle pomijana, a inne przyklejają mu łatkę „ekstremisty” i „kolaboranta”.